# Baka (fáraó)

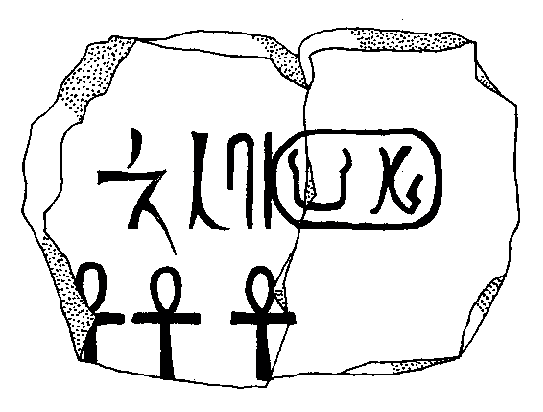
Feliratos kő Baka cartouche-ba foglalt nevével

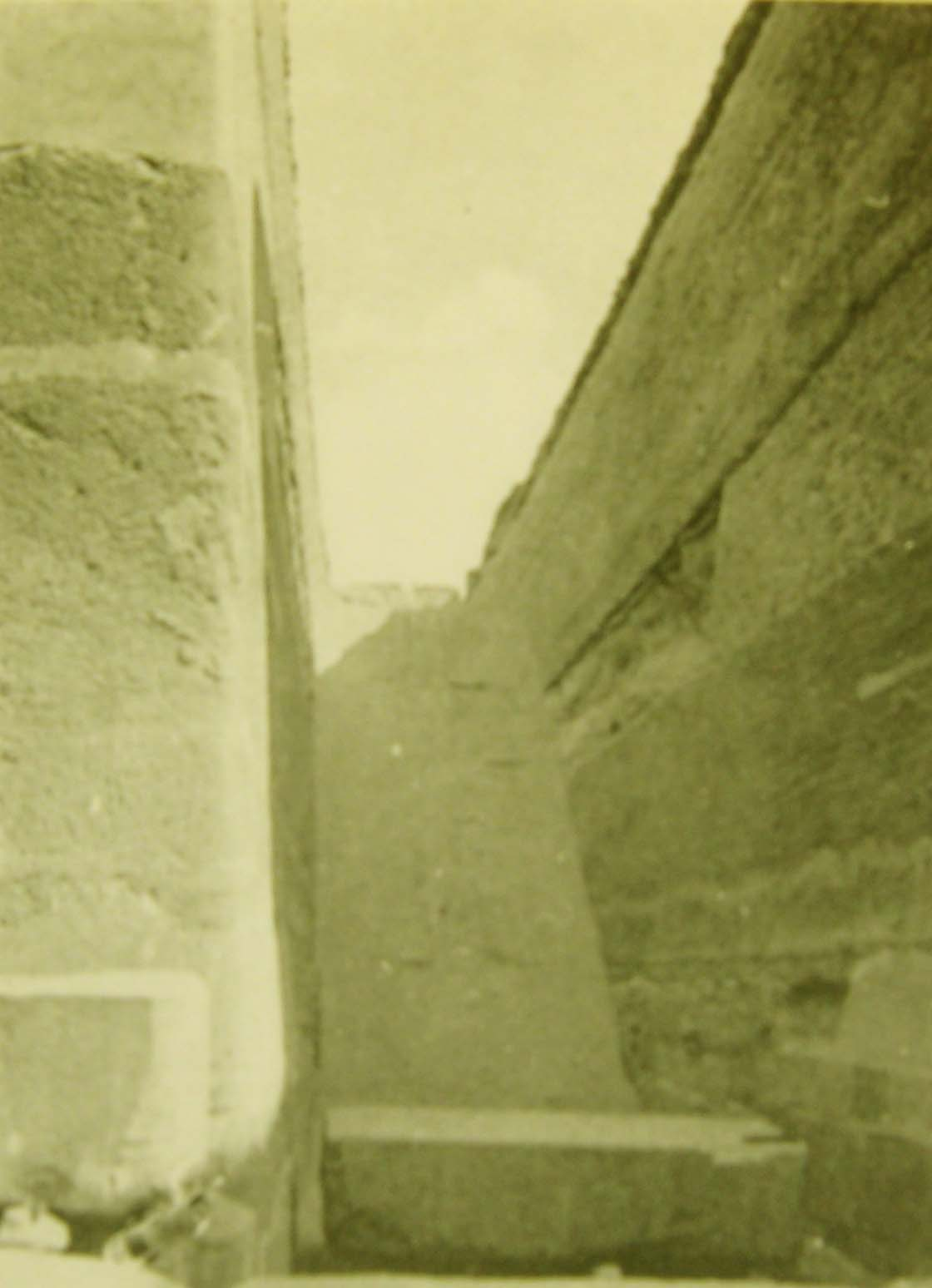
A „Nagy gödör”, Baka piramisának lejárati folyosója és sírkamrája

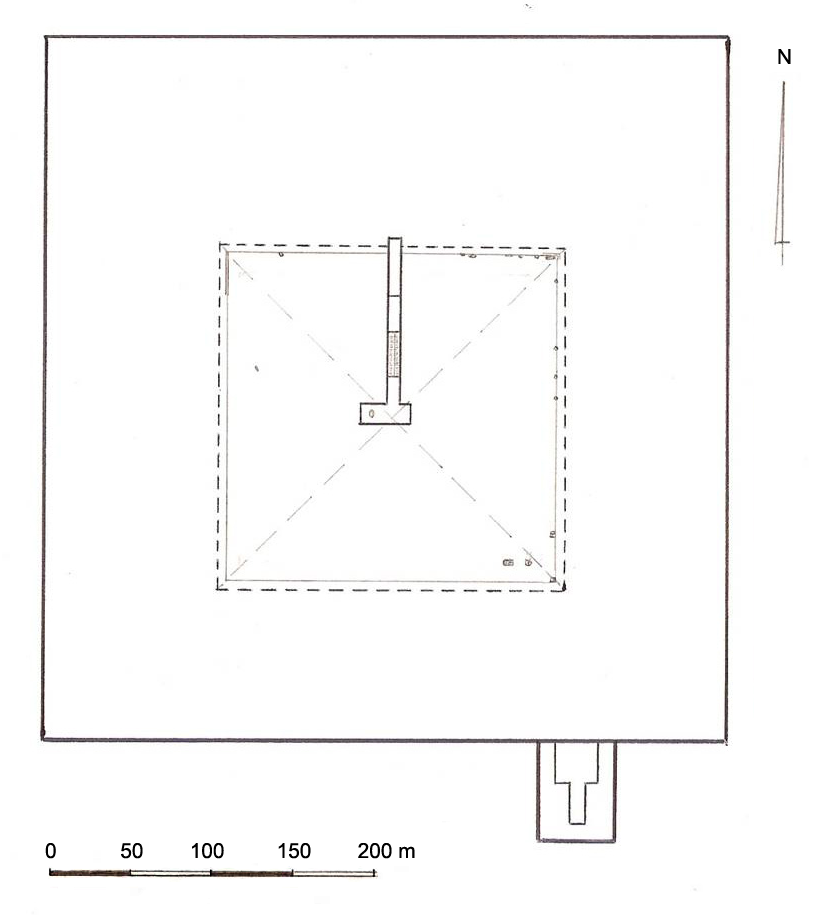
A piramis és a piramiskörzet alaprajza

Baka (B3k3) vagy Szetka (St.k3) az ókori Egyiptom IV. dinasztiájának egyik uralkodója. Ez bizonyosnak tűnik, mivel kártusba írt neve több helyről előkerült, kártusba pedig csak tényleges uralkodók neveit írták. Ezen kívül viszont semmi sem bizonyos a személyével kapcsolatban, sok feltételezés és elmélet van forgalomban az egyiptológusok között.

## Uralkodása
Baka neve régóta ismert. Zavijet el-Arjanból több kőre festett feliraton és egy Abu Roás-i sztélén is olvasható. Elterjedt feltételezés szerint azonos Bauefrével (vagy Bafré, Baefré), Hufu egyik fiával, így a Baka a trónneve lenne. Más nézet szerint Dzsedefré fia. Több más, szintén közelebbről ismeretlen névvel is kapcsolatba hozzák, mint Nebka, Neferka, Hórka, Wahemka vagy Senaka. A legtöbb ismert feliraton a ba-szótag jele egy furcsa, a rögtörő kapához vagy ekéhez hasonló hieroglifa. Ezt korábban neb-ként is olvasták. A kérdést bonyolítja, hogy ebben az időben a kártus használata még nem volt kiforrott, az uralkodói és Nebti név mellett akár a Hórusz-nevet is írhatták szereh helyett kártusba. Ennek alapján például Kaplony Péter egyiptológus Huni Hórusz-nevének tartotta.
Baka egy erős és gazdag ország felett uralkodott, amit bizonyít, hogy hatalmas méretű piramis építésébe kezdett. A síremlék méretében alig marad el Hufu és Hafré piramisa mellett. Ma már csak a bejárati folyosó lejtős vágata és a sírkamra látható belőle. Korábban azt gondolták, hogy sosem készült el több belőle, ma már azonban úgy tűnik, hogy nagyobb része készen állhatott, és csak később hordták el az anyagát más építkezésekhez.

## Titulatúra
A fáraók titulatúrájának magyarázatát és történetét lásd az Ötelemű titulatúra szócikkben.
| G8 |

| G8 |

| nb |

| nb |

| G8 |

| G8 |

| nb |

| nb |

| M23 | L2 |

| M23 | L2 |

| G29 | D28 | Z1 |

| G29 | D28 | Z1 |

| G29 | D28 | Z1 |

| G29 | D28 | Z1 |

| G29 | D28 | Z1 |

| G29 | D28 | Z1 |

| G29 | D28 | Z1 |

| G29 | D28 | Z1 |

| M23 | L2 |

| M23 | L2 |

| G29 | D28 | Z1 |

| G29 | D28 | Z1 |

| G29 | D28 | Z1 |

| G29 | D28 | Z1 |

| G29 | D28 | Z1 |

| G29 | D28 | Z1 |

| G29 | D28 | Z1 |

| G29 | D28 | Z1 |

| G39 | N5 | \| \| |
|     |    |       |

|  |

| G39 | N5 | \| \| |
|     |    |       |

|  |

| G29 | D28 | Z1 |

| G29 | D28 | Z1 |

| G29 | D28 | Z1 |

| G29 | D28 | Z1 |

| G29 | D28 | Z1 |

| G29 | D28 | Z1 |

| G29 | D28 | Z1 |

| G29 | D28 | Z1 |

| G39 | N5 | \| \| |
|     |    |       |

|  |

| G39 | N5 | \| \| |
|     |    |       |

|  |

| G29 | D28 | Z1 |

| G29 | D28 | Z1 |

| G29 | D28 | Z1 |

| G29 | D28 | Z1 |

| G29 | D28 | Z1 |

| G29 | D28 | Z1 |

| G29 | D28 | Z1 |

| G29 | D28 | Z1 |

A torinói királylistán olvashatatlan a név. Manethónnál valószínűleg Βιχερής (Bikherész), így Sextus Iulius Africanusnál a Bicheris, Eratoszthenész Pentatlosznál a Biurisz név vonatkozhat rá.

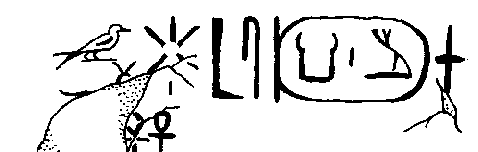
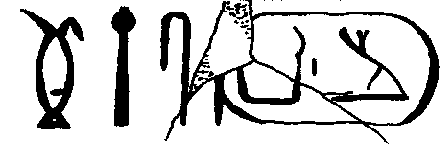

## Különböző írásmódok
Az írásban apró különbségek vannak egyes névalakokban:
| E20 | D28 | Z1 |

| E20 | D28 | Z1 |

| E20 | D28 | Z1 |

| E20 | D28 | Z1 |

| G29 | D28 | Z1 |

| G29 | D28 | Z1 |

| G29 | D28 | Z1 |

| G29 | D28 | Z1 |

| E10 | D28 | Z1 |

| E10 | D28 | Z1 |

| E10 | D28 | Z1 |

| E10 | D28 | Z1 |

| N5 | bA | kA |

| N5 | bA | kA |

| N5 | bA | kA |

| N5 | bA | kA |

| N5 | bA | f |

| N5 | bA | f |

| N5 | bA | f |

| N5 | bA | f |